# Йоганнесговсбрун
59°18′11″ пн. ш. 18°04′39″ сх. д. / 59.30305556° пн. ш. 18.0775° сх. д.
Йоганнесговсбрун (швед. Johanneshovsbron) — автомобільний міст довжиною 756 м і шириною 17,9 м у центрі Стокгольма , Швеція. 
Разом з мостами Скансбрун і Сканстулльсбрун і Фредріксдальсбрун, сполучає Седермальм через тунель, що проходить під ним, Седерледстунельн, з Йоганнесговом, районом на південь від історичного центру міста, і національною дорогою 73.
Створений разом з тунелем, Йоганнесговсбрун є частиною однієї з головних доріг, що проходять через центральне місто, що простягається на північ над Сентральбруном . Пролягаючи на південь від гирла Седерледстунельн на захід від Сканстулль, міст прямує в гору і дещо паралельно Сканстулльсбрун приблизно 500 м, перш ніж він повертає на схід і нарешті переходить у дорогу 37 під кільцевою розв'язкою на Йоганнесгов. 
Міст виготовлений із попередньо напруженого бетону, має середній проліт 51 метр (макс. 55,7 метра) і був урочисто відкрито 9 жовтня 1984